# Ougarou (Matiacoali)
Pour les articles homonymes, voir Ougarou.
Ougarou est une commune rurale située dans le département de Matiacoali de la province du Gourma dans la région de l'Est au Burkina Faso.

## Géographie
Traversé par la route nationale 4, Ougarou est situé à 25 km au Sud-Ouest de Matiacoali.

## Santé et éducation
Ougarou accueille un centre de santé et de promotion sociale (CSPS).